# Jiří Provazník
Jiří Provazník jr. (* 25. Januar 1978) ist ein tschechischer Badmintonspieler.

## Karriere
Jiří Provazník gewann 2001 Silber im Mixed mit Dana Kosová bei den nationalen Titelkämpfen in Tschechien. 2010 und 2011 erkämpfte er sich in der gleichen Disziplin Bronze. 2012 gewann er im Doppel und im Mixed Silber. Mit dem Team von BK 73 Deltacar Benátky wurde er des Weiteren mehrfacher Mannschaftsmeister. 2005 nahm er an den Badminton-Weltmeisterschaften teil.

## Referenzen
- https://czechbadminton.cz/article/rozhovor-s-jirim-provaznikem-po-deviti-letech-bych-rad-zlato

| Personendaten    | Personendaten                  |
| ---------------- | ------------------------------ |
| NAME             | Provazník, Jiří                |
| ALTERNATIVNAMEN  | Provazník jr., Jiří            |
| KURZBESCHREIBUNG | tschechischer Badmintonspieler |
| GEBURTSDATUM     | 25. Januar 1978                |